# Абел Руиз
Абел Руиз Ортега (шп. Abel Ruiz Ortega; Алмусафес, 28. јануар 2000) је шпански фудбалер који тренутно наступа за Ђирону. Игра на позицији нападача.

## Успеси
Барселона
- Ла лига (1) : 2018/19.

 Брага
- Куп Португалије  (1) : 2020/21,[5] (финале: 2022/23)[6]
- Лига куп Португалије  (1) : 2023/24,[7] (финале: 2020/21)[8]
- Суперкуп Португалије: (финале: 2021)[9]

 Шпанија до 17
- Европско првенство до 17 године  (1) :  2017,[10]  2016.[11]
- Светско првенство до 17 година:  2017.[12]

 Шпанија до 18
- Медитеранске игре (1) :  2018.[13]

 Шпанија до 19
- Европско првенство до 19 година (1) :  2019.[14]

 Шпанија до 21
- Европско првенство до 21 године:  2023.[15]

Појединачни
- Најбољи стрелац у историји репрезентације Шпаније до 17 година[16]
- Најбољи стрелац Купа Португалије: 2020/21.[17]
- Најбољи стрелац Европског првенства до 21 године: 2023.[18]
- Идеални тим Европског првенства до 21 године: 2023.[19]